# Bohuslav Tablic
Bohuslav Tablic (ur. 6 września 1769 we wsi České Brezovo, zm. 21 stycznia 1832 we wsi Kostolné Moravce) − słowacki poeta, historyk literatury i tłumacz.
Tworzył okolicznościowe wiersze, epigramaty i anakreontyki. Napisał Poezie (tomy 1−4, 1806−1812) oraz ponad biografie ponad 70 poetów z okresu królestwa węgierskiego. Tłumaczył z języka angielskiego Williama Szekspira, Alexandra Pope'a, Olivera Golsmitha oraz Sztukę rymotwórczą Nicolasa Boileau. Ze słowackich rękopisów przełożył wiersze o Juraju Janosiku i Jakubie Surovcu.